# 舘信秀
舘 信秀（たち のぶひで、1947年3月23日 - ）は、三重県出身の元レーシングドライバーで実業家。トムス代表取締役会長、TOYOTA TEAM TOM'S 代表。前トヨタ・モータースポーツ・クラブ（TMSC）会長。

## 人物
信秀はレース活動における通り名であり、1960年代は本名の宗一（そういち）で活動していた。トヨタ自動車と専属契約を結んだ「ワークスドライバー」として、1960年代から1980年代にかけて国内外の様々なレースカテゴリーで活躍した。1974年と1975年にはマカオグランプリの「ギアレース」を2連覇し、「マカオの虎」と呼ばれた。
1982年にレーシングドライバーを引退して以降は、1974年に設立したトヨタ系の名門レーシングチーム、及びトヨタ車のチューニングパーツ製造会社として著名な「トムス」の経営に専念している。また、2019年まで「トヨタ・モータースポーツ・クラブ（TMSC）」の会長も務めていた。長男の舘信吾もレーサーとなったが、1999年に全日本GT選手権のテスト走行中の事故により21歳で早世した。

## 略歴
- 1964年 - 立教高校在学中、学友と共に『ロッドベンダーズ』というレーシングチームを結成し、ジムカーナなどに出場[2]。ロッドベンダーズの仲間には、三村建治（マキF1設計者）、小平基（後にTMSCに加入）、若松孝太郎などがいた。
- 1965年 - 立教大学在学中にトヨタ・パブリカでレースデビュー。
- 1968年 - トヨタ･モータースポーツ･クラブに入会。
- 1971年 - トヨタ･ファクトリードライバーとしてトヨタ自動車と専属契約。
- 1972年 - 日本グランプリ富士においてセリカにて優勝。
- 1974年 - 株式会社トムスを設立し代表取締役社長に就任。

- 1974年・1975年 - セリカをドライブしマカオグランプリのツーリングカーレース（ギアレース）を2連覇し、「マカオの虎」と呼ばれる[3]。
- 1982年 - 現役レーサーを引退し、チームオーナーに専念。
- 1987年 - トヨタ自動車のモータースポーツ復帰により、トヨタ自動車のワークスチーム「トヨタ・チーム・トムス」の監督に就任。

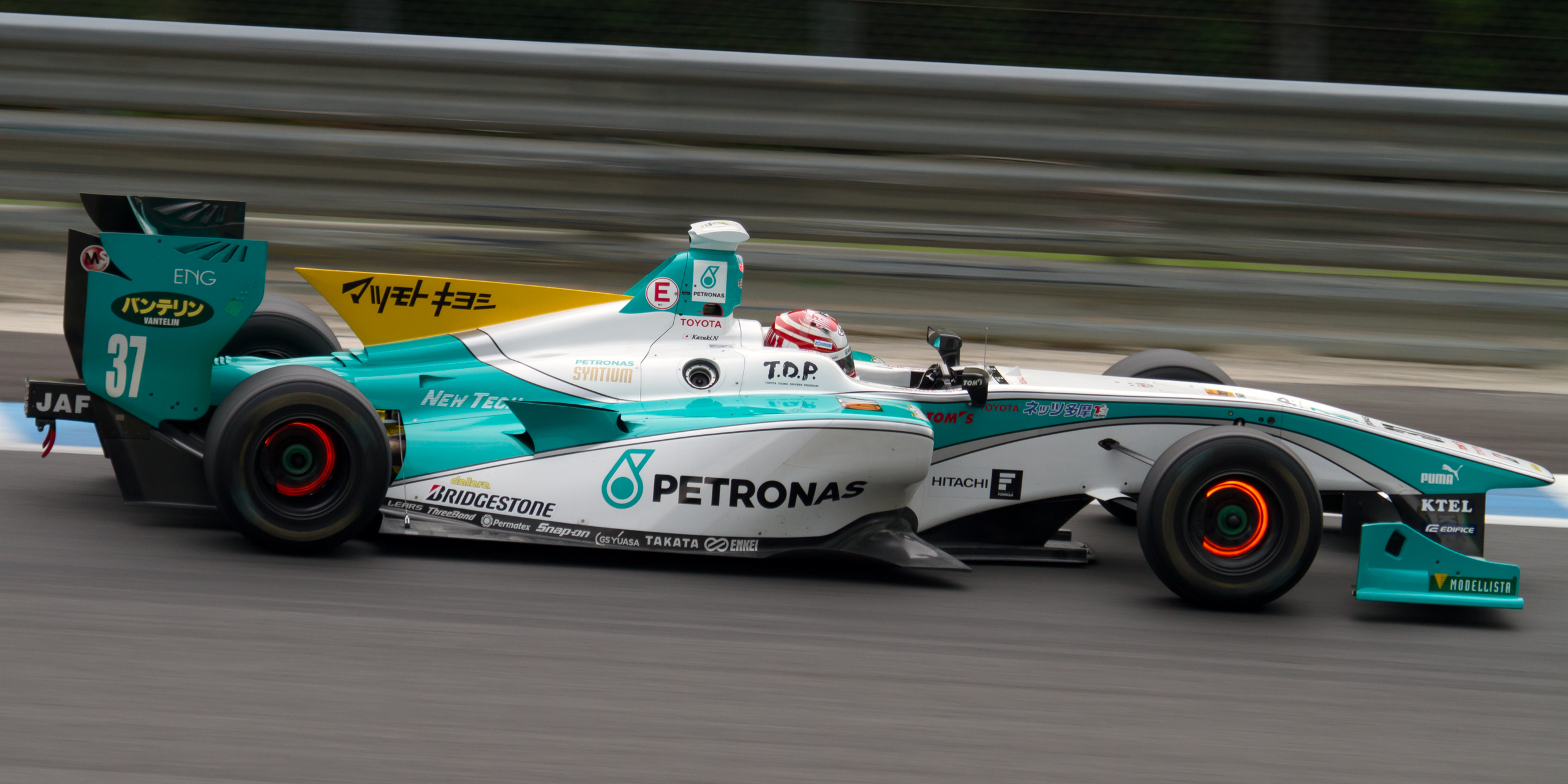
トムスの中嶋一貴のマシン（スーパーフォーミュラ/2014年）

- 1991年 - 全日本F3選手権において監督としてシリーズチャンピオンとなり、以後7回獲得した。トムスに所属したジャック・ヴィルヌーヴ、ペドロ・デ・ラ・ロサ、高木虎之介、中嶋一貴はその後F1まで登りつめたほか、ミハエル・クルム、ピーター・ダンブレックなど各カテゴリーのトップドライバーを多数輩出している。
- 1994年・1998年 - 全日本ツーリングカー選手権において監督としてシリーズチャンピオンを獲得。
- 1997年 - 全日本GT選手権において監督としてシリーズチャンピオンを獲得。
- 2006年・2009年 - SUPER GTにおいて監督としてシリーズチャンピオンを獲得。
- 2010年 - 第22回参議院議員通常選挙にみんなの党の比例代表より出馬するも落選。
- 2011年 - フォーミュラ・ニッポンにおいて監督としてシリーズチャンピオンを獲得。
- 2013年～2015年 - スーパーフォーミュラにてチームタイトル3連覇。
- 2017年 - SUPER GTにて監督としてシリーズチャンピオンを獲得。